# Чжу Сян
Чжу Сян (кит. 朱湘, пиньинь Zhū Xiāng; 1904, Юаньлин, Хунань — 5 декабря 1933, Шанхай) — китайский поэт первой половины XX века. 

## Биография
Получил образование в Чикаго. Вернувшись на родину, некоторое время преподавал английскую литературу в Аньхойском университете. Входил в литературную группу «Новолуние». Переводил на китайский язык Шекспира, Китса, Шелли, Э. Фицджеральда. Писал сонеты, стихотворения в прозе. Чжу Сян — автор статей о Лу Сине, Сюй Чжи-мо, Вэнь И-до. Вместе с Сюй Чжи-мо и Вэнь И-до создал жанр лирической поэмы. Погиб, бросившись в воду с корабля, плывшего из Шанхая в Нанкин.

## Сочинения
- Лето.(《夏天》) 1925.
- Пустырь.1927.
- Каменные ворота.(《石門集》) Шанхай, 1935
- Вечные слова. Шанхай 1936.

## На русском языке
- Дождливая аллея. Китайская лирика 20-х и 30-х годов. Предисловие и переводы Л.Черкасского. М.,1969.- С.112-125.